# Дибривный, Александр (футболист)
Александр Дибривный (Дибрывный) (латыш. Aleksandrs Dibrivnijs; 28 августа 1969, Екабпилс) — латвийский футболист, нападающий, игрок в мини-футбол. Выступал за сборную Латвии по футболу и мини-футболу.

## Биография
Воспитанник рижской СДЮСШОР. В 1987 году начал играть на взрослом уровне в составе рижского ВЭФ в чемпионате Латвийской ССР среди КФК. Обладатель Кубка республики 1987 года, в финальном матче против рижского «Торпедо» вышел на замену и реализовал решающий послематчевый пенальти. В конце 1980-х годов был призван на военную службу, в первое время продолжал выступать за ВЭФ и молодёжную сборную Латвийской ССР, а также числился в команде мастеров РШВСМ-РАФ (Елгава), затем был направлен в Иркутск, где к нему проявляла интерес местная «Звезда», однако из-за проблем с документами игрока не смогли включить в заявку.
После возвращения со службы играл в чемпионате республики за рижские «Пардаугаву» и «Форум-Сконто», с последним стал чемпионом Латвийской ССР и финалистом Кубка республики в 1991 году. В составе мини-футбольной команды «СКИФ-Форум» принимал участие в единственном розыгрыше чемпионата СССР по мини-футболу.
После распада СССР продолжил играть за «Сконто» в высшей лиге Латвии. Чемпион страны 1992 и 1993 годов, обладатель Кубка Латвии 1992 года. Принимал участие в играх еврокубков.
В ходе сезона 1994 года покинул «Сконто», сыграл один матч за «Пардаугаву», но сразу перешёл в рижскую «Олимпию», где провёл полтора сезона до расформирования клуба. В 1996 году играл за второй состав «Сконто» — «Сконто-Метал», а в 1997 году с клубом «Даугава» (Рига) стал серебряным призёром чемпионата Латвии.
В конце карьеры играл за клубы первой лиги. В 1999 году с клубом «ЛББ-Мидо» стал серебряным призёром первой лиги и вошёл в пятёрку лучших снайперов (15 голов).
В национальной сборной Латвии сыграл единственный матч 2 июля 1993 года в рамках Кубка Балтии против Эстонии (2:0). Латвия стала победителем этого турнира.
Также выступал в мини-футболе. В сборной Латвии сыграл 9 матчей и забил 2 гола. По состоянию на 2008 год был играющим главным тренером клуба «Никарс» — сильнейшего клуба Латвии на тот момент, тренировал клуб по меньшей мере до 2013 года. Затем много лет работал в этом клубе спортивным директором.

## Достижения (футбол)
- Чемпион Латвии: 1992, 1993
- Серебряный призёр чемпионата Латвии: 1997
- Обладатель Кубка Латвии: 1992
- Победитель Кубка Балтии: 1993